# Twen
twen était un magazine jeunesse paru en Allemagne de l'Ouest de 1959 à 1971. D'abord bimestriel, il est devenu mensuel à partir de mai 1961.
Le nom était inspiré du faux anglicisme denglisch twen, dérivé de twenty, qui désigne les vingtenaires, le public cible du magazine.

## Histoire
Le magazine a été fondé par Stefan Wolf et Adolf Theobald (1930-2014), qui a également fondé le magazine économique Capital en 1962 et le magazine écologique natur en 1980.
Il est passé par de nombreuses maisons d'édition. Il était initialement publié par la maison d'édition M. DuMont Schauberg avant de passer par la Verlag Theodor Martens & Co. de Munich. Il est racheté en 1966 par le Bauer Media Group qui le revendra aussitôt à Kindler & Schiermeyer, appartenant à Axel Springer. En juin 1968, il passe dans les mains de Hans Weitpert, un imprimeur et éditeur de Stuttgart avant d'être finalement édité à partir de juin 1969 par Gruner + Jahr. Le numéro de mai 1971 signe l'arrêt du magazine. Il y eut ensuite plusieurs tentatives avortées pour le rééditer, notamment courant 1980-1981 à l'initiative de Karl-Rudolf Engelke, Hartmut Schulze et Beat Nägeli ou en 1982 à l'initiative de Georg Fuss, Thomas Teves et Jürgen Möllemann du parti libéral-démocrate.

## Ligne éditoriale
Les articles portaient sur la mode, la vie de tous les jours ainsi que sur les questions culturelles. Il y avait notamment des critiques littéraires, cinématographiques et musicales dans chaque édition. Le thème des relations amoureuses et sexuelles était aussi régulièrement traité dans ses pages. Dès le début des années 1960, le magazine a participé au débat sur l'acceptation du sexe hors mariage ou de l'homosexualité, et plus généralement de la révolution sexuelle dans la République fédérale allemande de l'époque. Il a fait sa une du mannequin Uschi Obermaier qui allait devenir un sex-symbol libertaire dans les années qui suivirent.
Le journal abordait également la façon de gérer l'héritage du national-socialisme dans la mémoire allemande, le Vergangenheitsbewältigung, et s'est fait l'écho des manifestations étudiantes de mai 68. Les auteurs du twen partageait avec d'autres magazines allemands comme Konkret ou Pardon une ligne éditoriale de gauche.

## Édition de disques
En collaboration avec les labels Philips, Liberty Records, Electrola ou encore Teldec, twen a aussi distribué de nombreux disques, dont les pochettes avant-gardistes étaient élaborées par des graphistes comme Max Bill, Günther Kieser ou Heinz Edelmann.
- 00 - Jazz et lyrisme, Gert Westphal ; Musique de Dave Brubeck et J. J. Johnson, poésie de Gottfried Benn, 1960 (édition non numérotée)
- 01 - Ellington – Tschaikowsky : Nußknackersuite, Philips B 47048 l - 04.1961
- 02 - Brecht – Weill: Mahagonny (u. a. mit Lotte Lenya), G 03579 L - 09.1962, Cover-Text: Hans Magnus Enzensberger
- 03 - Ray Bryant: Madison, B 47139 L - 06.1961
- 04 - Leonard Bernstein: Spaß mit Musik, G 03 580 L - 07.1961
- 05 - Max Roach: We Insist! Freedom Now Suite, P 08636 - 01.1962
- 06 - Jacques Brel: Chansons, P 77380 - 02.1962
- 07 - Miles persönlich, B 47164 L - 03.1962
- 08 - Benny Goodman und Woody Herman spielen Mozart, Milhaud und Strawinsky, G 03621 L - 04.1962
- 09 - Swing: Big Bands der 30er Jahre (u. a. mit Goodman/Henderson/Ellington/Basie/Krupa), B 47163 - 05.1962
- 10 - Lyrik und Jazz: Halleluja im Niemandsland (Sprecher: Gert Westphal, Musik von Max Roach, Donald Byrd, Art Blakey, Miles Davis, Horace Silver, Gedichte von Hans Magnus Enzensberger), B 47161 L - 06.1962
- 11 - American Folk Blues Festival, B 681555 L - 10.1962, Cover: Max Bill
- 12 - Alfred Andersch: Der Tod des James Dean, B 47172 L; Musik: Miles Davis - 11.1962
- 13 - The Staple Singers: Spirituals, B 503513 L - 12.1962, Cover: Josef Albers
- 14 - Maurice André u. Jean-Pierre Rampal: Mit Flöten und Trompeten, G 03495 L - 01.1963
- 15 - Klaus Doldinger: Jazz – Made in Germany, P 48024 L - 03.1963
- 16 - Carlos Montoya: flamenco guitar, B 632078 L - 04.1963
- 17 - Brasilien – Jazz und Poesie. So begann Bossa Nova, B 08489 L - 05.1963
- 18 - Raritäten – Antiquitäten, B 08489 L - 06.1963, Cover: Max Bill
- 19 - Lyrik und Jazz (Sprecher: Gert Westphal, Gedichte von Peter Rühmkorf, Musik von Johnny Griffin), B 681556 L - 08.1963
- 20 - Yves Montand: Chansons, B 77912 L - 09.1963
- 21 - In Memoriam Oscar Pettiford, B 08657 L - 10.1963
- 22 - Songs der Welt: Esther und Abraham Ofarim, B 48051 L - 11.1963, zwei Cover-Varianten
- 23 - Antonio Vivaldi. Alter Meister – neuer Klang (Kammerorchester d'Antoine Duhamel), G 03491 L - 12.1963
- 24 - Juliette Gréco: Chansons, B 77981 L - 01.1964
- 25 - Die Thelonious-Monk-Story, P 14701 L - 02.1964
- 26 - Zwei Gitarren klassisch abseits (Stücke von Scarlatti, Bach, Marella, Debussy, Petit, Granados, Poulenc, Albeniz), B 00570 L - 03.1964
- 27 - New Orleans neu, B 14702 L - 04.1964, Cover: Günther Kieser
- 28 - Viva Mexico (Miguel Dias and his Mariachis), 145061 BL - 05.1964, Cover: Heinz Edelmann
- 29 - Folkblues: Jimmy Reed, P 14710 L - 06.1964, Cover: John Gundelfinger
- 30 - Heinrich Heine – Lyrik und Jazz (Sprecher: Gert Westphal, Musik: Attila Zoller, gt; Emil Mangelsdorff, as, cl, fl; Peter Trunk, b; Klaus Weiss, dr), 840479 PY - 08.1964, zwei Cover-Varianten
- 31 - New York Sweet (Phil Moore und sein Orchester), P 48110 L - 09.1964
- 32 - Georges Brassens: Chansons, B 77815 L - 10.1964
- 33 - Henze – Cembalo modern + Jazz (Hans Werner Henze u. George Gruntz), P 48111 L - 11.1964
- 34 - Igor Strawinski: Die Geschichte vom Soldaten (Igor-Markewitsch-Septett), 837 040 GY - 12.1964
- 35 - Die Jazz-Szene 65 (u. a. mit Mingus, Dolphy, Scott, Tyner, Coltrane, Webster, Terry, Gibbs, Hawkins, Basie, Manne, Ellington), 843 503 BY - 01.1965
- 36 - Trompeten aus drei Jahrhunderten (Stücke von Clarke, Purcell, Albinoni, Corelli), 836 801 BY - 2.1965
- 37 - Lester Flatt & Earl Scruggs: Western nach Noten, P 14 727 L - 03.1965
- 38 - Hedwig-Courths-Mahler-Report (Sprecher: Ida Ehre, Gudrun Thielemann, Günther Schramm, Christian Ferber), 843 722 PY - 04.1965
- 39 - Vier Celli + Jazz (Bill Le Sage u. a.), 840 643 BY - 05.1965
- 40 - Los Incas, 842 101 PY - 06.1965
- 41 - Doldinger in Südamerika, 843 728 PY - 07.1965
- 42 - Wolf Biermann (Ost) zu Gast bei Wolfgang Neuss (West), 843 742 PY - 09.1965
- 43 - Griechische Gitarren mit Nana Mouskouri, 843 552 BY - 10.1965
- 44 - Joan Baez: Songs, 843 759 PY - 11.1965
- 45 - Romeo und Julia von Serge Prokofieff, 837 874 GY - 12.1965
- 46 - Festival Flamenco Gitano (La Singla, Toni El Pelao), 843 770 PY - 01.1966
- 47 - Rafael Puyana: Cembalo Barock (Stücke von Telemann und Scarlatti), G 837 880 - 02.1966
- 48 - From twen with Love: Ingfried Hoffmann (mit Volker Kriegel, Pierre Cavalli, Peter Trunk und Rafi Lüderitz), 843 779 PY - 04.1966
- 49 - Bartók: Der wunderbare Mandarin und Divertimento (BBC-Symphonie-Orchester), 837 882 GY - 05.1966
- 50 - Swing, Waltz, Swing: Carl Drewo und die Clarke-Boland Big Band, 840 246 PY (Cover: Heinz Edelmann) - 06.1966
- 5l - George Hamilton singt, 843 516 BY - 07.1966
- 52 - Ian & Sylvia, 845 907 PY - 08.1966
- 53 - Carl Orff: Catulli Carmina (Sonja Hocevar, Sopran; Dusan Cvejic, Tenor; Chor und Schlagzeuggruppe von Radio Belgrad u. a.), 837 085 GY - 09.1966
- 54 - Sarah Vaughan singt, 134 020 PY (Cover-Text: Siegfried Schmidt-Joos) - 10.1966
- 55 - Don Paulin: Lieder dieser Welt (Arrangements und musikalische Leitung: Klaus Doldinger), 843 922 PY - 11.1966
- 56 - Beat und Prosa: Hubert Fichte im Star-Club (Hambourg, 2 octobre 1966), 843 933 PY - 12.1966
- 57 - Chopin (gespielt von Adam Harasiewicz), 837 088 PY - 01.1967
- 58 - Dusko Goykovich: Swinging Macedonia, 843 942 PY - 02.1967
- 59 - Classics à la Pop by Peter Thomas, 843 951 PY - 03.1967
- 60 - Ich, Hana Hegerová: Chansons, 843 955 PY - 04.1967
- 61 - Doldinger goes on, 843 966 PY - 05.1967
- 62 - Jack’s Angels Songs, 843 956 PY - 06.1967
- 63 - Barbara singt Barbara (Zum ersten Mal in deutscher Sprache), 842 151 PY - 08.1967
- 64 - B. B. King: Blues is King, 843 521 BY (Cover-Text: Siegfried Schmidt-Joos) - 09.1967
- 65 - Cathy Berberian: Beatles Arias for Special Fans, 885 524 PY (Cover-Text: Siegfried Schmidt-Joos) - 10.1967
- 66 - Wir laufen Ski mit Toni Sailer, 843 999 PY - 11.1967
- 67 - Judy Garland: Live at the Palace (New York), 843 522 BY - 02.1968
- 68 - Larry Coryell: Free Spirits, 843 526 BY (Cover-Text: Siegfried Schmidt-Joos) - 05.1968
- 69 - Peter Covent: Happening in Music, H 72 CU 203 a - 07.1968
- 70 - twen presents, H 72 CU 203 b; Sampler aus 14 Philips-twen-LPs; mit Text „From twen with Love“ von Werner Burkhardt und Cover-Abbildungen; „7 Jahre Philips-twen-Serie: 500 000 Schallplatten“ – 07.1968
- 71 - The best from the far west: Bonanza and other country & western-hits, Merc. 134 089 BY (Cover-Text: Werner Burkhardt) - 11.1968
- 72 - Neues von Bach junior: Jean Guillou entdeckt verschollene Orgelwerke des Bach-Sohnes Carl Philipp Emanuel, Philips 837482 GY (Cover-Text: Manfred Sack) - 12.1968

disques twen hors-série
- (73) - Canned Heat: Hallelujah, Liberty LBS 83239 I - 1969
- (74) - José Feliciano: Light My Fire, RCA LSP 10239 - 1969
- (75) - Katja Ebstein: Katja, Liberty LBS 83239 I - 1969
- (76) – The Aquarius Selection: Top Hair (The Greatest Hits From America’s First Tribal Love Rock Musical), maritim 47020 FU - 1969
- (77) - Anweisungen für Partisanen – Hannes Messemer spricht Mao (Gedichte, Interviews, Reden, Originalmusiken aus der Volksrepublik China), electrola C 051 28696 I - 1969
- (78) - Ravi Shankar live at the Woodstock Festival, Liberty LBS 83312 l (Cover-Text: Rüdiger Dilloo) - 1969
- (79) - Wie die Alten singen. Die große Pop-Show unserer Star-Politiker (u. a. mit Franz Josef Strauß, Kai-Uwe von Hassel, Ludwig Erhard, Rainer Barzel, Heinrich Lübke, Kurt Georg Kiesinger; Idee und Gestaltung: Volker Kühn), bellaphon–Panoptikum BP 003 - 1969
- (80) - Iron Butterfly: Ball, ATCO SD 33-280 - 1969
- (81) – twen und Goethe-Institut präsentieren Doldinger The Ambassador, 2 LPs; Liberty LBS 83317/18 - 1969
- (82) - Off Hallucinations (u. a. mit MC 5, The Holy Modal Rounders, Rhinozeros, The Doors), Metronome KMLP 310 (mit großem, vielfach ausfaltbarem Plakat) - 1969
- (83) - James Brown Live at the Apollo, 2 LPs, Polydor 184.209/210 (mit twen-Einlageblatt) - 1969
- (84) - Muddy Waters: Fathers and Sons, 2 LPs, Chess 275025/026 - 1969 (1972 in einer Nachpressung erschienen)
- (85) - The Best of Creedence Clearwater Revival, bellaphon AM 3307 - 1970
- (86) - Ilan und Ilanit, ariola 80215 IT - 1970
- (87) - Neil Young : After the Goldrush, Teldec RS 6383 D - 1970
- (88) - Creedence Cleerwater Revival: Cosmo’s Factory, bellaphon-Fantasy-Galaxy BLPS 19005 - 1970
- (89) - Woodstock – from the original soundtrack and more (u. a. mit Baez, Canned Heat, Cocker, Country Joe, Guthrie, Hendrix, Santana, Ten Years After), 3 LPs, Atlantic/Cotillion SD 3-500 - 1970
- (90) - Michel Polnareff: Million Sellers, Metronome MLP 15357 - 1970
- (91) - The Doors: Morrison Hotel, Elektra EKS 75007 - 1970
- (92) - Franz-Josef Degenhardt. Porträt, 2 LPs in Kassette, Polydor 2638009 - 1971
- (93) - Ike & Tina Turner: Workin' Together, Liberty LBS 834551 - 1971
- (94) - The Faces: Long Player, Warner Brothers WS 3011 - 03.1971
- (95) - Starportrait Hank Williams, 2 LPs, MGM 2619003 (Booklet) - 04.1971
- (96) - The First Family of New Rock (u. a. mit Buckley, Sebastian, Guthrie, Mitchel, White, Morrison, Taylor, Young, Collins, Crosby, Paxton), 2 LPs, Atlantic 69 200 - 05.1971
- (97) - Starportrait Jimi Hendrix – Jimi Hendrix Experience, 2 LPs, Polydor 2672 (großformatiges 8seitiges „Booklet“, texte : Werner Burkhardt) - 1971
- (98) - The Everly Brothers: Original Greatest Hits, 2 LPs, CBS S 66255 (twen-Aufkleber) - 1971
- (99) - Electric Blues (u. a. mit Hooker, Walter, Williamson, Mabon, Waters, Slim, Howlin' Wolf), 3 LPs in einer Filmdose, Chess Records 109 597, 109 598 et 109 599 (Text, deutsch und englisch: Hans Herder) - 1971
- (100) - twen präsentiert The German All Stars Live at the domicile Munich, 2 LPs, CBS S 66217 - 1971
- (101) - The Doors : The Soft Parade, Elektra 42079 (versteckter twen-Aufdruck) - 1969 (1971)
- (102) - The Rolling Stones : Sticky Fingers, COC 59100 (Foto/Text-Beilage mit dem twen-Logo; Cover mit Reißverschluss) - 1971